# AMX 38
 (septembre 2024).
Si vous disposez d'ouvrages ou d'articles de référence ou si vous connaissez des sites web de qualité traitant du thème abordé ici, merci de compléter l'article en donnant les références utiles à sa vérifiabilité et en les liant à la section « Notes et références ».
L'AMX 38 est un prototype f de char français conçu en 1937. Conçu comme la réponse d'AMX au programme de chars de 20 tonnes destiné à remplacer le Char D2 vieillissant, il s'agissait d'une alternative plus rapide et plus lourde au Renault R35, en pratique un croisement entre un char léger et un char moyen. Seulement deux prototypes ont été fabriqués.

## Dans la culture populaire

### World of tanks
- L'AMX 38 est jouable et est classé comme un char léger français de rang III.